# Acodiplosis inulae
Acodiplosis inulae är en tvåvingeart som först beskrevs av Friedrich Hermann Loew 1847.  Acodiplosis inulae ingår i släktet Acodiplosis och familjen gallmyggor. Inga underarter finns listade i Catalogue of Life.